# Joseph Crépin
Joseph Crépin (n. 1875, Hénin-Beaumont, communauté d'agglomération d'Hénin-Carvin⁠(d), Franța – d. 10 noiembrie 1948, Pas-de-Calais, Nord-Pas-de-Calais, Franța) a fost un pictor francez și prieten apropiat al faimosului miner de cărbune și artist Augustin Lesage⁠(d). Opera lui Crépin este considerată ca făcând parte din Art Brut și este adesea caracterizat ca un artist outsider. Picturile și desenele sale au fost influențate de credința sa în spiritism. Crépin a făcut cunoștință cu spiritismul în 1930 și a devenit vindecător spiritual în anul următor. Crépin este adesea remarcat pentru că nu și-a început lucrările majore până la vârsta de 60 de ani. El credea că ceea ce picta îi era comunicat de către cei morți. Compozițiile sale plate, meticulos de detaliate, înfățișau adesea forme arhitecturale fantastice. Și-a ținut secrete metodele de pictură.
În ciuda faptului că a început târziu, producția sa a fost prolifică. A pictat 345 de tablouri în mai puțin de un deceniu. De asemenea, a profețit că va aduce pacea în lume după finalizarea a 300 de picturi, susținând că i s-a ordonat să facă acest lucru de către îngeri. Și-a terminat cel de-al 300-lea tablou pe 5 mai 1945, în aceeași zi în care naziștii s-au predat aliaților. A mai realizat patruzeci și cinci de picturi înainte de moartea sa în 1948. Crépin continuă să fie recunoscut drept unul dintre artiștii clasici Outsider pentru ceea ce criticii numesc „puterea vizuală uluitoare” a operei sale.
În cea mai mare parte a vieții, Crépin a lucrat ca instalator și montator pe acoperiș și a cântat la clarinet în cafeneaua și clubul de noapte al tatălui său. Mai târziu a fost dirijorul unei fanfare. Conform dorințelor sale, a fost îngropat cu toate desenele care i-au servit drept schițe.